# Cosmic (discoteca)
Cosmic è stata una discoteca sita a Lazise in provincia di Verona, in Veneto.

## Storia
Cosmic venne fondata da una coppia di imprenditori veronesi, Enzo Longo e Laura Bertozzo, nel 1979.
A causa dell'affluenza di tremila persone il primo giorno, si dovette ripetere l'inaugurazione per quattro serate consecutive. Considerata una delle discoteche più importanti del periodo, il Cosmic si guadagnò la reputazione di locale in controtendenza per gli hippie dell'epoca. Oltre che per 
lo stile musicale che vi veniva suonato: una caratteristica fusione di musica elettronica, sperimentale, africana e brasiliana conosciuta come cosmic disco e Afro cosmic, era noto per le originali campagne pubblicitarie e i suoi adesivi. I dj resident principali furono Daniele Baldelli, Claudio Tosi Brandi (in arte T.B.C.) e Marco Maldi.
Problemi di ordine pubblico portarono alla chiusura del locale nel 1984; le strutture rimarranno abbandonate fino al 2018, anno della loro demolizione.

## Descrizione
Il Cosmic era collocato sulla sponda veronese del lago di Garda. Come suggerisce il nome, la sua estetica era spaziale: la scritta "Cosmic" posta all'esterno, ispirata a una copertina dei Commodores, era raffigurata come una astronave pronta al decollo. Il locale, a cui si accedeva tramite un tunnel, poteva contenere settecento persone e si ispirava a quello del film La febbre del sabato sera. Essendo considerata una "palestra da ballo", non erano previsti posti a sedere. La console del DJ, inizialmente un grande casco, venne sostituita da una navicella spaziale. L'impianto audio del locale, composto da casse JBL e amplificatori Mcintosh, era uno dei più potenti dell'epoca.